# جورج برومیلو
جورج برومیلو (انگلیسی: George Bromilow; ۴ دسامبر ۱۹۳۱ – ۱۹ دسامبر ۲۰۰۵) بازیکن فوتبال اهل بریتانیا بود.
از باشگاه‌هایی که در آن بازی کرده‌است می‌توان به باشگاه فوتبال ساوتپورت و باشگاه فوتبال بیشاپ اوکلند اشاره کرد.
وی همچنین در تیم ملی فوتبال تیم فوتبال المپیک بریتانیای کبیر بازی کرده‌است.